# مارک کاسادو
مارک کاسادو (انگلیسی: Marc Casadó؛ زادهٔ ۱۴ سپتامبر ۲۰۰۳) بازیکن فوتبال اهل اسپانیا است.
این ستاره جوان از لاماسیا کشف شده و به تیم اصلی رسید ، با مصدومیت طولانی مدت مارک برنال ، به کاسادو اعتماد شد و او توانست با بازی های فوق العاده جایگاه خود را تثبیت کرده و به جمع ستارگان جوان بارسا بپیوندد.

## تیم ملی
او همچنین در تیم‌های ملی فوتبال زیر ۱۶ سال اسپانیا و زیر ۱۷ سال اسپانیا بازی کرده‌است.

## آمار
او تا این مقطع از فصل(13آبان/3نوامبر) ، در 13 بازی در لالیگا و لیگ قهرمانان ، 5پاس‌گل داده و فقط دوبار کارت زرد گرفته.